# HERO (MONKEY MAJIKの曲)
「HERO」は、日本のポップ・ロックバンド、MONKEY MAJIKの16thシングル。

## 概要
2012年第一段シングル。表題曲「HERO」は、日本赤十字社「はたちの献血」のCMソングとして起用され、メンバーはCMで石川遼選手と共演した。

## 収録曲
（全作詞・作曲：Maynard・Blaise）
1. HERO
  - 作詞：tax
  - 日本赤十字社「はたちの献血」CMソング
2. HERO -English version-
3. Headlight -DJ Mitsu the Beats remix-